# Réal Ménard
Réal Ménard (* 13. Mai 1962 in Montreal, Québec) ist ein kanadischer Politiker und ehemaliger Abgeordneter im Unterhaus von Kanada.
Ménard ist Mitglied des Bloc Québécois und outete sich als zweiter Abgeordneter des kanadischen Parlaments.
Nach seiner Schulausbildung studierte Ménard Politik und erreichte einen Bachelor und Master als Politikwissenschaftler. Er trat bei der Unterhauswahl 1984 für die Parti nationaliste du Québec an und verlor. Erst bei der Unterhauswahl 1993 gelang ihm der Einzug ins kanadische Unterhaus, als Vertreter des neu gegründeten Bloc Québécois. In den folgenden Wahlen 1997, 2000, 2004 und 2006 gelang ihm für den Wahlkreis Hochelaga jeweils die Wiederwahl. Ménard engagierte sich im Parlament insbesondere für die Gesundheitspolitik sowie für Einwanderung und Staatsbürgerschaft.
Im Juni 2009 trat Ménard als Unterhausabgeordneter zurück. Für die Montrealer Lokalpartei Vision Montréal kandidierte er bei der Gemeindewahl und wurde am 1. November 2009 zum Bürgermeister des Stadtbezirks Mercier–Hochelaga-Maisonneuve gewählt.

## Einzelnachweis
1. ↑  Chris Bull: Northern enlightenment: Canada has something to teach the U.S. when it comes to equal recognition of gay and lesbian relationships. In: The Advocate. 17. September 2002, abgerufen am 21. März 2007.

| Personendaten    | Personendaten         |
| ---------------- | --------------------- |
| NAME             | Ménard, Réal          |
| KURZBESCHREIBUNG | kanadischer Politiker |
| GEBURTSDATUM     | 13. Mai 1962          |
| GEBURTSORT       | Montreal, Québec      |